# Jovan Milutinović
Jovan Milutinović (serbisch-kyrillisch Јован Милутиновић; * 14. Januar 2000) ist ein serbischer Fußballspieler.

## Karriere
Milutinović begann seine Karriere bei der ISS Admira. 2016 kam er in die Jugend des Floridsdorfer AC. Zur Saison 2017/18 rückte er in den Kader der sechstklassigen Amateure des FAC auf, mit denen er zu Saisonende in die fünfthöchste Spielklasse aufstieg.
Im September 2018 stand er gegen den SK Austria Klagenfurt erstmals im Profikader der Wiener. Sein Debüt für die Profis in der 2. Liga gab er im November 2018, als er am 14. Spieltag der Saison 2018/19 gegen die Zweitmannschaft des FK Austria Wien in der 89. Minute für Alex Sobczyk eingewechselt wurde.
Im Juni 2019 erhielt er einen Profivertrag. Nachdem er in Hinrunde der Saison 2019/20 ohne Einsatz geblieben war, wurde er im Januar 2020 an den viertklassigen SR Donaufeld Wien verliehen. Bis zum Saisonabbruch kam er zu zwei Einsätzen für Donaufeld in der Wiener Stadtliga. Nach dem Ende der Leihe kehrte er nicht mehr zum FAC zurück und wechselte zum serbischen Zweitligisten FK Kolubara.